# Abudefduf natalensis
Abudefduf natalensis es una especie de peces de la familia Pomacentridae en el orden de los Perciformes.

## Morfología
Los machos pueden llegar alcanzar los 17 cm de longitud total.

## Hábitat
Es un pez de mar.

## Distribución geográfica
Se encuentra en Mauricio, Reunión, Madagascar y Sudáfrica (desde KwaZulu-Natal hasta Transkei ).